# Hipposthénès de Sparte
Hipposthénès de Sparte (grec ancien : Ἱπποσθένης) est un vainqueur olympique du VIIe siècle av. J.-C. originaire de Sparte.
Il remporta l'épreuve de lutte (πάλη / pálê) des enfants aux 37es jeux en 632 av. J.-C. puis cinq victoires adultes, toujours en lutte aux 39, 40, 41, 42 et 43es jeux de 624 à 608 av. J.-C. Il est le père du lutteur champion olympique Hétoimoclès,,.

## Sources
- (en) Mark Golden, Sport in the Ancient World from A to Z, Londres, Routledge, 2004 (ISBN 0-415-24881-7).
- (it) Luigi Moretti, « Olympionikai, i vincitori negli antichi agoni olimpici », Atti della Accademia Nazionale dei Lincei, vol. VIII,‎ 1959, p. 55-199.
- Jean-Manuel Roubineau, Milon de Crotone ou l'invention du sport, Presses universitaires de France, 2016, 355 p. (ISBN 978-2130653691).
- Pausanias, Description de la Grèce [détail des éditions] [lire en ligne] (3, 13, 9 ; 3, 13, 15 et 5, 8 9).